# أبرق الرغامة
أبرق الرغامة موقع أثري يقع شرق مدينة جدة في المملكة العربية السعودية. كان ممراً تاريخياً لطرق القوافل المتجهة من جدة إلى مكة المكرمة. اكتسب الموقع شهرته من كونه آخر نقطة عَسكَرَ فيها الملك عبد العزيز بن عبد الرحمن آل سعود بجيشه أثناء توحيد البلاد، للدخول إلى جدة في 25 من ديسمبر من عام 1925م.

## التسمية
يتكون الاسم من جزأين: «الأبرق» ويعني البرقاء وهي حجارة مختلطة، ويعني أيضاً كل ما خلط بلونين فقد برق (أي لمع)، والبرقة أرض وحجارة وتراب، الغالب عليها البياض. و«الرغامة» اسم قديم ينطبق وصفه على طبيعة الأرض، ويطلق اسم الرغامة على المسافات التي تجتاز الأراضي الرملية.

## الموقع
يمكن الانطلاق من أبرق الرغامة عبر طرق معبدة ومزدوجة وسريعة إلى سبع دول بشكل مباشر. هي: اليمن (جنوبا)، الإمارات العربية المتحدة، قطر، البحرين (شرقا)، الأردن، العراق (شمالا)، والكويت (شمالي شرق)، فضلا عن أن أبرق الرغامة يمثل نقطة وصل بين مكة المكرمة والمدينة المنورة. حيث يتصل موقع أبرق الرغامة باليمن عبر الطريق الساحلي المزدوج الذي يصل من جدة إلى الليث ثم إلى جازان وصولا إلى اليمن، فضلا عن الاتصال بمنطقة عسير وصولا إلى نجران ثم اليمن في أقصى جنوب الجزيرة العربية. وكذلك يتصل بالأردن شمالاً مروراً بالمدينة المنورة، ثم حائل ثم الحدود الشمالية والجوف، أو عبر الطريق الساحلي الذي يصل إلى العقبة عبر تبوك. بينما يتصل الموقع بطرق معبدة وسريعة بجديدة عرعر في الحدود الشمالية، وهو المنفذ المؤدي إلى العراق، كما يتصل بالكويت عبر المرور بالمدينة المنورة، ثم منطقة القصيم، ثم محافظة حفر الباطن في المنطقة الشرقية، وصولا إلى منفذ الرقعي في الشمال الشرقي للبلاد. ثم يتصل بالبحرين بطريق سريع يمر بمكة المكرمة، ثم الطائف، ثم الرياض، وصولا إلى المنطقة الشرقية، حيث يوجد جسر الملك فهد الذي يربط السعودية بالبحرين. وأخيراً، يتصل بقطر والإمارات العربية المتحدة عبر المرور بمحاذاة محافظة الأحساء التابعة للمنطقة الشرقية.

## المعالم
يقع وادي الرغامة شرق جبل أبرق الرغامة بمسافة 14 كلم، ويحتوي الوادي على عين للمياه تشتهر بعذوبتها، ويعد مناخها مختلفا عن الأحياء الموجودة داخل المدينة بسبب بعدها عن البحر ومجاورتها للجبال، كما أنشئ متحف عن منطقة أبرق الرغامة ومكانتها في مسيرة التوحيد للملك عبد العزيز على مساحة 150 ألف م2 لتجسيد هذا الموروث الثقافي التاريخي.

### حديقة الجوهرة
في سبتمبر، 2014م، تم افتتاح حديقة الجوهرة. تبلغ مساحتها 1390 متراً وتغطي مساحات خضراء ما مجموعها 650 متراً مربعاً. كما غرس فيها 21 شجرة ونخلة و360 شجيرة مزودة بنظام ري آلي.

### متحف أبرق الرغامة
يقع متحف أبرق الرغامة شرق مدينة جدة. وقد تم ترميم المتحف وتبييضه في 2018م. وتشرف عليه دارة الملك عبد العزيز باعتباره واحدا من أهم المواقع العسكرية لجيش الملك عبد العزيز.

## التاريخ
اتخذ الملك عبد العزيز بن عبد الرحمن آل سعود منطقة أبرق الرغامة ممرا لعبور القوافل التجارية القادمة إلى منطقة الحجاز، ممثلة في مكة المكرمة وجدة. عسكر الملك المؤسس عبد العزيز بن عبد الرحمن آل سعود، مع رجاله على أرضها، للدخول إلى جدة التي أعلن فيها في الـ25 من ديسمبر عام 1925م أن «بلد الله الحرام في إقبال وخير وأمن وراحة، وأنه مضى يوم القول، ووصلنا إلى يوم البدء في العمل».

## مركز الملك عبد العزيز الثقافي
شيد المبنى على هضبة مرتفعة في أعلى نقطة من أبرق الرغامة، ويحتضن معلما تذكاريا، عبارة عن مجسم عليه علم المملكة. يشتمل المبنى على مسرح كبير للمحاضرات والفعاليات الثقافية والتعليمية مجهز بالتجهيزات الخاصة لاستضافة المناسبات الكبيرة والضخمة كافة.
يقع مركز الملك عبد العزيز الثقافي على مساحة 62,500 م، وينقسم إلى 4 أقسام رئيسية تضم 4 قاعات رئيسية مقسمة مصممة بحسب البيئات في المملكة وهي البيئة البدوية، والبيئة الحجازية، والبيئة الزراعية، وبيئة مدائن صالح، إضافة إلى مسرح بسعة 1,200 مقعداً، وقاعات لإقامة الدورات والندوات والفعاليات والمعارض.

## وصلات خارجية
- جولة في حي أبرق الرغامة عام 2019م على اليوتيوب.
- زوال زمني فوق أبرق الرغامة على اليوتيوب.
- المجسم التذكاري البارز في أبرق الرغامة على فلكر.